# رياح قطبية

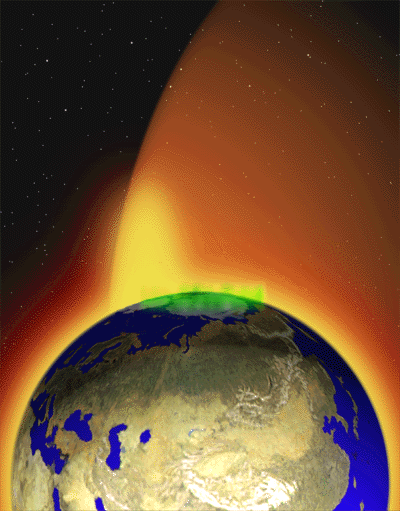
نافورة بلازما الأرض، تظهر أيونات الأكسجين والهيليوم والهيدروجين التي تتدفق إلى الفضاء من مناطق قريبة من قطبي الأرض. تمثل المنطقة الصفراء الباهتة الموضحة أعلى القطب الشمالي الغاز المفقود من الأرض إلى الفضاء، المنطقة الخضراء هي الشفق القطبي أو طاقة البلازما التي تتدفق عائدة إلى الغلاف الجوي.

الرياح القطبية (بالإنجليزية: Polar wind)‏ أو نافورة البلازما هي تدفق دائم للبلازما من المناطق القطبية للغلاف المغناطيسي للأرض، ناتج عن التفاعل بين الرياح الشمسية والغلاف الجوي للأرض. تؤين الرياح الشمسية جزيئات الغاز في الغلاف الجوي العلوي إلى طاقة عالية لدرجة أن بعضها يصل إلى سرعة الهروب ويصب في الفضاء. تظل نسبة كبيرة من هذه الأيونات مقيدة داخل المجال المغناطيسي للأرض، حيث تشكل جزءًا من أحزمة الإشعاع.